# هفت خاندان ممتاز ایران باستان
ایران هخامنشی  برای تعیین پادشاه با فرمان شاهی دوازده خاندان بزرگ به انشان دعوت شدند تا اگر اتفاق نظری حاصل نشد نظر هفت خاندان کاشف از نظر اهورامزدا باشد. پنج خاندان به مخالفت  برآمدند و هفت دودمان به شیوه حکمرانی پادشاهی رای دادند و شاه را وامدار و امانتدار فره ایزدی خواندند  و از آن پس ایران هخامنشی  هفت دودمان ممتاز داشت که یکی از آن‌ها از نژاد سلطنتی بود. در نظر هخامنشیان دوازده عدد بسیار مهمی بود و  انجمن هخامنشی از دوازده عضور تشکیل می شد که اتفاق نظر حداقل هفت عضو کاشف از نظر اهورامزدا بود و نظر فرد سیزدهم (پادشاه) را اعلام می کرد. همین الگو در دوران اشکانی هم تکرار شد. گل لوتوس در تخت جمشید که دوازده پر دارد نماد همین باور است. همچنین عدهٔ خاندان‌های بزرگی که در دورهٔ اشکانیان مقام اول را داشتند، ظاهراً هفت خاندان بود. اما در حقیقت این هفت خاندان هفت خاندانی بودند که با نظر خود سلسله اشکانیان را بنیان نهادند. در زمان ساسانیان نیز طبقه مقتدر رؤسای طوایف را بازمی‌یابیم و در رأس آنان هفت خاندان ممتاز قرار داشت. که همان هفت خاندانی بودند که به اعتبار  و تاسیس ساسانیان رای دادند. و در تمامی این موارد رهبر خاندان سورن تاج را بر سر شاهنشاه گذارد.

## نجبای هفتگانهٔ هخامنشی
هرودوت می‌نویسد، گئومات غاصب بعد از رفتن کمبوجیه به مصر خود را به جای بردیا پسر کوروش معرفی کرده، بر تخت نشست. اولین کسی که پس از هفت ماه فرمانروایی به گئومات ظنین شد که او فرزند کوروش نیست بلکه مرد شیادی است، هوتن بود. هوتن یک دستهٔ شش نفره از نجبای پارس را که به آن‌ها اطمینان داشت، تشکیل داد و با ورود داریوش از پارس تصمیم اتخاذ شد که او را نیز در گروه خویش وارد سازند. این هفت تن با هم قسم خوردند که برای دفع غاصب اقدام کنند.
در پی کشته شدن گئومات و در طی مذاکره راجع به تعیین نوع حکومت ایران در زمان داریوش بزرگ که توسط نمایندگان هفت تن از نجبای ایران انجام شد. هوتن نظام حکومتی دموکراسی را برای آیندهٔ ایران پیش نهاد کرد و در نکوهش نظام پادشاهی سخن گفت، اما نظرش در آن نشست مورد استقبال قرار نگرفت، و حکومت پادشاهی در ایران تداوم یافت.
نام این هفت تن از نمایندگان نجبای هفتگانهٔ هخامنشی از این قرار است:
| ترتیب | در کتاب هرودوت       | در کتیبه بیستون |
| ----- | -------------------- | --------------- |
| ۱     | اوتانس               | اوتانه          |
| ۲     | اسپاتینس یا اسپاکانه | اردومنش         |
| ۳     | گبریاس               | گئوبروو         |
| ۴     | اینتافرنس            | وین‌دِفرنه        |
| ۵     | مگابیز               | بغابوخش یکم     |
| ۶     | هیدارنس              | ویدرنه          |
| ۷     | داریوش               | داریوش          |

کریستن سن، ایرانشناس دانمارکی می‌نویسد، ایران هخامنشی هفت دودمان ممتاز داشت که یکی از آن‌ها از نژاد سلطنتی بود. هرودوت به خطا رفته‌است که امتیازات این دودمان‌ها را اجر شرکت آن‌ها در قتل گئومات می‌داند. اسکندر و سلوکیان که وارث سیاست هخامنشی به‌شمار می‌آیند. تغییری در اصول و اساس تشکیلات داریوش بزرگ ندادند. اشکانیان نیز پس از اینکه به تسخیر سراسر ایران پرداختند و دولت ایرانی جدیدی تشکیل دادند باز اصول و سنن سیاسی عهد هخامنشی را حفظ کردند و تشکیلات دودمانی قدیم هم جانی تازه گرفت.

## هفت خاندان ممتاز اشکانی
بنابر روایت اوناپیوس، ارشک را هفت مرد به تخت نشاندند. البته شک نیست که تعداد خاندان‌های بزرگ مخصوصاً در دوران توسعهٔ قدرت پارت‌ها به هیچ وجه محدود به هفت خاندان نمی‌شد معهذا حوزهٔ نفوذی این هفت خاندان بسیار وسیع‌تر از دیگر خاندان‌ها بوده‌است.
| ترتیب | نام خاندان      | حوزهٔ نفوذی           |
| ----- | --------------- | -------------------- |
| ۱     | خاندان مهران    | قومس و ری            |
| ۲     | خاندان کارن     | نهاوند               |
| ۳     | خاندان سورن     | سیستان               |
| ۴     | خاندان وراز     | آذربایجان و ارمنستان |
| ۵     | خاندان اسپندیاذ | ری                   |
| ۶     | خاندان زیک      | آذربایجان            |
| ۷     | خاندان اسپهبد   | طبرستان گرگان        |

در دوران اشکانی قدرت سیاسی تیولداران بزرگ در شورای اشرافی تجلی می‌کرد که حد و حدودی به اختیارات شاهنشاه می‌گذاشت اعضای این شورا همه از خاندان سلطنت یا از افراد شش دودمان ممتاز دیگر بوده‌اند. در میان سرداران پارتی بسیاری سورن و کارن نام داشته‌اند و نیز معلوم است که این دو خانواده از حیث نسب همدوش دودمان سلطنتی به‌شمار می‌آمده‌اند.

## هفت خاندان ممتاز ساسانی
واسپوهران به رؤسا یا به‌طورکلی افراد خاندان‌های بزرگ، در زمان ساسانی گفته می‌شود. ساسانیان اصول دودمان شاهی (ملوک الطوایفی) را از اشکانیان میراث یافتند. به همین جهت در شاهنشاهی جدیدی که اردشیر یکم تأسیس کرد، در مرتبه دوم از حیث درجات و مراتب، طبقه مقتدر رؤسای طوایف را بازمی‌یابیم و در رأس آنان هفت خاندان ممتاز قرار دارند.
از این هفت دودمان لااقل سه خانواده در عهد اشکانیان حائز این مقام عالی و ممتاز شده‌اند: کارن، سورن و اسپاهبذ که همه از نژاد اشکانیان بودند و لقب پهلو یعنی پارت داشتند. در این دوره انتساب به سلسله اشکانی را علامت امتیاز می‌دانستند و از این رو بود که از میان سایر دودمان‌های ممتاز عهد ساسانیان بعضی اهتمام داشتند که خود را به نسل اشکانی منسوب کنند، مثل دودمان‌های اسپندیاذ (اسفندیار) و مهران.
در زمان ساسانی، خاندان‌های ممتاز یا واسپوهران به هفت گروه تقسیم می‌شدند.
| ترتیب | نام خاندان           | حوزهٔ نفوذی |
| ----- | -------------------- | --- |
| ۱     | خاندان سلطنتی ساسانی | پارس |
| ۲     | خاندان مهران         | قومس و ری اقامت داشتند ولی رودخانه مهران در ایالت پارس نیز منسوب به این دودمان است.                              |
| ۳     | خاندان کارن          | نهاوند |
| ۴     | خاندان سورن          | سیستان همچنین رودی در ری و دهی در نزدیکی نیشابور بنام سورن است.و انجمن اصلی خاندان سورن هنوز در سیستان دایر است. |
| ۵     | خاندان اسپندیاذ      | ری، خاندان مهر نرسه که از این خاندان بودند، مقیم پارس بودند.                                                     |
| ۶     | خاندان زیک           | آذربایجان |
| ۷     | خاندان اسپاهبذ       | طبرستان گرگان |

این را باید در نظر گرفت که به‌طور کلی املاک واسپوهران، در سراسر کشور پراکنده بوده، مخصوصاً در پارس و ماد یک کاسه کردن این املاک، امکان نداشته‌است.
در عهد ساسانی، بعضی مشاغل و مناصب ارثی بوده و این مناصب موروثی، به‌طور تعیین شده، به رؤسای هفت دودمان یاد شده می‌رسیده‌است. به‌طور مثال اسامی سورن و مهران غالباً در میان سرداران لشکر ایران دیده می‌شود و شاید بتوان گفت که مناصب لشکری به این دو دودمان تعلق داشته‌است.